# Giovanna Trillini
Giovanna Trillini (Jesi, 17 de maio de 1970) é uma ex-esgrimista italiana que atuava na categoria florete. Ela possui quatro medalhas olímpicas de ouro (três por equipes e uma no evento individual), além de uma medalha de prata e duas de bronze nos eventos individuais.

## Biografia
Giovanna Trillini tem dois irmãos, Ezio e Roberto, ambos foram esgrimistas. Em 2001, obteve a sua licenciatura em Ciências do Desporto pela Universidade de Urbino.
Trillini ganhou a medalha de bronze no Campeonato Mundial de 2006, após uma derrota por 15-8 para sua compatriota Margherita Granbassi na semifinal. Mais tarde no torneio, ela também ganhou uma medalha de prata com a equipe, que era integrada por suas companheiras Elisa Di Francisca, Granbassi e Valentina Vezzali.
Em 1998, casou-se com Giovanni Battista Rotella. O casal teve dois filhos: Cláudia, nascida em 12 de setembro de 2005, e Giovanni, nascido em 1 de agosto de 2009.

## Conquistas
Jogos Olímpicos
- Florete individual (1992) e Florete por equipes (1992, 1996, 2000)
- Florete individual (2004)
- Florete individual (1996, 2000) e Florete  por equipes (2008)

Campeonatos Mundiais
- Florete individual (1991, 1997) e Florete por equipes (1990, 1991, 1995, 1997, 1998, 2001, 2004)
- Florete individual (1990, 1995) e Florete por equipes (1986, 1994, 2006)
- Florete individual (1989, 1998, 2006, 2007) e Florete por equipes (1987)

Campeonatos Europeus
- Florete por equipes (1999, 2000)
- Florete individual (2001)
- Florete individual (1994) e Florete por equipes (1998, 2007)

Copa do Mundo de Esgrima
- Florete (1991, 1994, 1995, 1998)

Fonte: Website oficial da Federação Internacional de Esgrima. e website oficial de Giovanna Trillini.

## Honras e reconhecimento
- Grande Ufficiale Ordine al Merito della Repubblica Italiana
— Roma, 1º de setembro de 2008. Por iniciativa do Presidente da República.[10]
- Em maio de 2015, uma placa dedicada a ela foi incluída no Percurso da Fama do Esporte Italiano em Roma, reservado para ex-atletas italianos que se distinguiram no campo internacional.[11][12]